# Andrena sericata
Andrena sericata är en biart som beskrevs av Ludwig Imhoff 1868. Andrena sericata ingår i släktet sandbin, och familjen grävbin. Inga underarter finns listade i Catalogue of Life.